# 马特劳泰赖涅
马特劳泰赖涅，是匈牙利诺格拉德州所辖的一个村。总面积28.13平方公里，总人口1814，人口密度64.5人/平方公里（2011年1月1日）。